# Caucasus: Nanatsuki no Nie
Caucasus: Nanatsuki no Nie (яп. クロウカシス 七憑キノ贄 Kuroukashisu Nanatsuki no Nie) — японская визуальная новелла для взрослых, разработанная Innocent Grey. Она была выпущена 11 Декабря 2009 года для Microsoft Windows.

## Сюжет
Caucasus берет начало в небольшой деревушке под названием Нанацуки (яп. 七月村 Nanatsuki Mura) расположенной в горах. В ней находится старое поместье под названием Особняк Нанацу (яп. 七憑館 Nanatsu Kan) про которое ходят слухи о странных и необъяснимых вещах, происходящих там. Их обычно называют «Проклятие Нанацуки» (яп. 七憑きの呪い Nanatsuki no Noroi).
События начинаются с метели, заставшей двух главных героев, направляющихся в деревню Нанацуки. Во время пути их встретила девушка из Особняка Нанацуки. Выслушав их ситуацию она предложила им укрыться от бури в поместье. В этот же день в нём должна была состояться свадьба.
На следующий день было найдено безголовое тело жениха. Это событие вызвало спор по поводу имущества, наследства и того, было ли это ещё одним событием, вызванным «Проклятием Нанацуки». Веревочный мост снаружи был перерезан, отрезав дорогу во внешний мир. Какая судьба ожидает четырёх мужчин и семи женщин, оставшихся в особняке Нанацуки?

## Разработка
Caucasus — шестой проект, разработанный Innocent Grey. Он был анонсирован 21 апреля 2009 года в июньском выпуске Tech Gian за 2009 год. Как и их предыдущие работы, концепт-арт для Caucasus делает Мики Сугина.

## Музыка
Песня для Caucasus под названием «Snowdrop» была исполнена Харукой Шимоцуки. Саундтрек Caucasus был написан Little Wing.